# Calamotropha subdiodonta
Calamotropha subdiodonta là một loài bướm đêm trong họ Crambidae.